# Ruud Monster
Arie Rudolf (Ruud) Monster (Apeldoorn, 19 maart 1953 – Amsterdam, 9 mei 2023) was een Nederlandse filmmaker, cameraman en producent.

## Levensloop
Na zijn middelbare school (Christelijk Lyceum Apeldoorn) studeerde Monster pedagogiek aan de Vrije Universiteit Amsterdam. Na enige tijd vertrok hij op aanraden van regisseur en toneelleider Anton van Geffen naar de Vrije Academie te Den Haag, waar hij zijn latere filmmentor Frans Zwartjes leerde kennen. De workshops bij Zwartjes leidden tot de films Dormitory Town en Modelling 1973.
Vanaf 1977 werkte Monster nauw samen met Alie Wiering met als resultaat experimentele films over het dagelijkse leven zoals de film Hors ‘d Oeuvre, 24 UUR (1978). In 1981 schreef hij samen met Wiering het scenario voor de door Aart Staartjes geproduceerde film Het Vrije Leven. Monster bediende de camera voor deze film, Wiering zorgde voor het geluid.
Met Jan Ketelaars richtte Monster in 1986 Stichting Jura Filmprodukties op, waar later ook Jan Heijs in deelnam. De stichting begeleidde beginnende filmmakers zoals John Appel, Karin Junger, Carin Goeijers en Jaap van Hoewijk. Later startte Monster (met John Albert Jansen) Oogland Filmproducties en (in 2009) Stichting Lava Film Productie.
In 2005 maakte Monster de film Frans Zwartjes, de grote tovenaar, een portret van de multidisciplinaire kunstenaar Frans Zwartjes.

## Films en documentaires
Monster produceerde de volgende documentaires en films.
- 1988: Birthplace Unknown (regie Karin Junger). Met deze film werd de eerste Joris Ivens Award gewonnen[5]
- 1991: In de greep van de Tango (regie Leendert Pot) over optredens in Buenos Aires en Montevideo van Carel Kraayenhof.
- 1992: De ontkenning
- 1994: Laura
- 1995: Procedure 769: The Witnesses to an Execution
- 1996: Off Mineur
- 1997: Ofrenda de primavera
- 1999: The Making of a New Empire
- 2000: Chickies, Babies & Wannabees
- 2001: Familiegeheim
- 2001: Man Kind
- 2002: The Year Zero
- 2003: En passant
- 2003: I soeni, de droom
- 2003: Ons Waterloo
- 2005: De grote tovenaar